# Dietmar Wolter

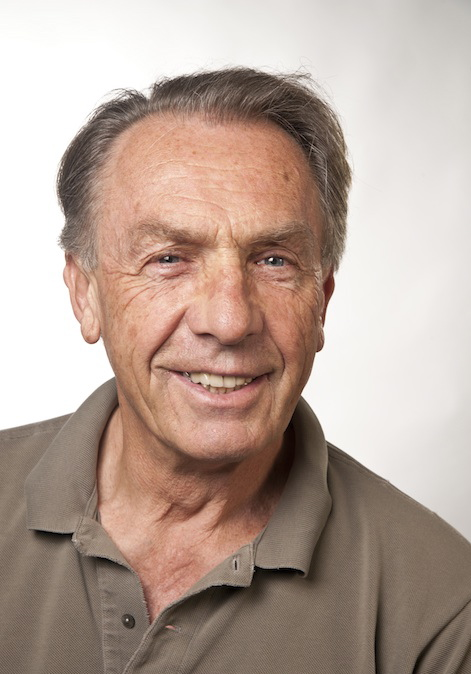
Dietmar Wolter

Dietmar Wolter (* 27. September 1941 in Klosterbrück, Oberschlesien) ist ein deutscher Chirurg, Erfinder und Unternehmer.

## Leben
Wolter studierte Medizin an der Rheinischen Friedrich-Wilhelms-Universität Bonn, der Ludwig-Maximilians-Universität München und der Eberhard Karls Universität Tübingen. Zur fachärztlichen Ausbildung war er bei Martin Allgöwer in Basel und bei Caius Burri in Ulm. 1971 absolvierte er das United States Medical Licensing Examination. Er habilitierte sich 1976 und wurde von der Universität Ulm zum apl. Professoren ernannt.
Mit 36 Jahren wurde er zum Chefarzt der unfallchirurgischen Abteilung vom AK St. Georg in Hamburg gewählt. Er gründete die Paul-Sudeck-Gesellschaft (1980) und die Deutsche Gesellschaft für Wirbelsäulenchirurgie (1987). Indem er „den Magier“ Gawriil Abramowitsch Ilisarow wiederholt nach Hamburg einlud und alle Oberärzte nach Sibirien schickte, wurde das revolutionäre (30 Jahre alte) Ilisarow-Konzept in Deutschland bekannt. Wolter gründete 1990 die Deutsche Ilisarow-Gesellschaft und machte das BUKH zum Referenzzentrum für Behandlungen mit dem Ilisarow-System.
1986 leitete er die 138. Tagung der Vereinigung Nordwestdeutscher Chirurgen. 1990 wurde er als Ärztlicher Direktor des Berufsgenossenschaftlichen Unfallkrankenhauses Hamburg berufen. Als Chefarzt leitete er die Abteilung für Unfall-, Plastische und Wiederherstellungschirurgie. Er gründete 1987 die Firma Litos, ein Unternehmen für Medizintechnik. 1998 initiierte er die bei Springer erscheinende Fachzeitschrift für Knochen- und Gelenkchirurgie Trauma und Berufskrankheit.
2002 übergab er die Posten seinem ehemaligen Vertreter Christian Jürgens. Er selbst konzentrierte sich auf die Weiterentwicklung von Verbindungssystemen in Natur, Medizin und Technik. 2005 gründete er mit anderen Chirurgen, Wissenschaftlern und Ingenieuren die awiso. Zurzeit leitet er das Osteosynthese-Institut in Ahrensburg.

## Erfindungen
Wolter hält zahlreiche  Patente, auch auf nichtmedizinische Erfindungen. Dazu gehört ein System zur multidirektionalen und winkelstabilen Verblockung von Knochenschrauben in der dazugehörigen Platte (tifix). Die Bezeichnungen unidirektional-winkelstabil und multidirektional-winkelstabil gehen auf ihn zurück. Seine Erfindung ermöglicht es dem Operateur, den Winkel der Schraubenlage bis zu einem gewissen Grad frei zu wählen und trotzdem den Schraubenkopf ohne weitere Hilfsmittel winkelstabil in der Platte zu verblocken. Durch Lizenzvergabe an größere Firmen findet die tifix-Technologie heute weltweite Anwendung.
Weiterhin erfand er das „intelligente Implantat“. Das interne Fixations- und Regelungssystem besteht aus Knochenplatte und Schrauben. Eine Messeinheit übermittelt Daten über den Kraftfluss im Implantat und erlaubt Rückschlüsse auf den Heilungszustand und die Belastbarkeit des Knochens.
Selbst ein beachtlicher Maler, gewann Wolter Anfang der 1990er Jahre Johannes Grützke für das große Wandbild im Hörsaal des BUKH. Es „erzählt“ aus der Geschichte der Unfallchirurgie und ist eine Ehrerbietung an die Chirurgen, Politiker und berufsgenossenschaftlichen Entscheidungsträger, die die Entwicklung des Fachs vorangetrieben und begünstigt haben.

## Weblinks

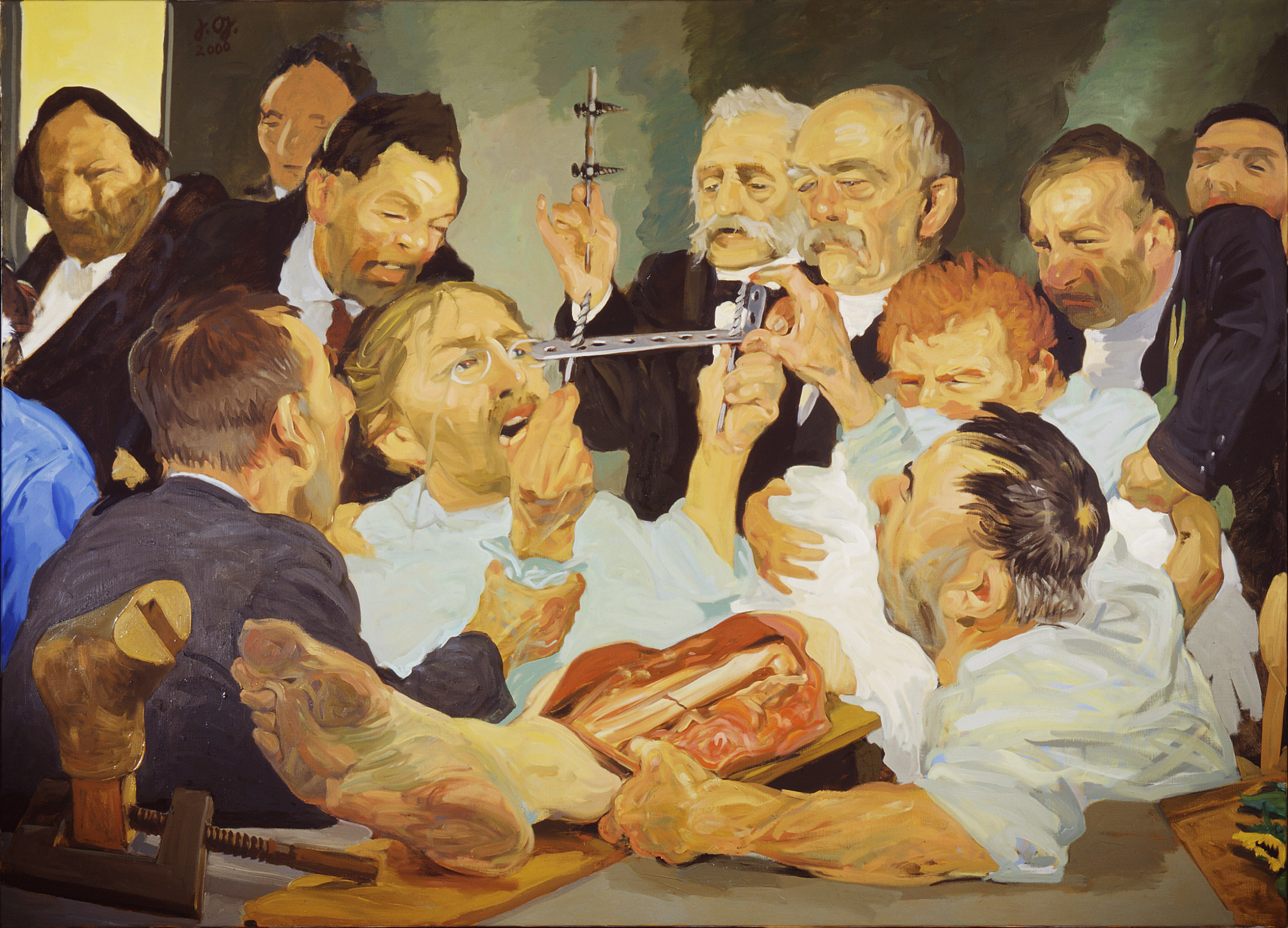
Ausschnitt aus dem Wandbild